# San Isidro (Choluteca)
San Isidro est une municipalité du Honduras, située dans le département de Choluteca. Elle est fondée en 1876.

## Villages
La municipalité de San Isidro, comprend 41 hameaux et les 4 villages suivants :
- San Isidro
- El Caulote
- El Obrajito
- Sonit

## Source de la traduction
- (en)/(es) Cet article est partiellement ou en totalité issu des articles intitulés en anglais « San Isidro, Choluteca » (voir la liste des auteurs) et en espagnol « San Isidro (Honduras) » (voir la liste des auteurs).